# Оксид азота(III)
Оксид азота(III) (азотистый ангидрид, сесквиоксид азота) N2O3 — жидкость синего цвета (при н. у.), бесцветный ядовитый газ (при стандартных условиях), в твёрдом виде — синеватого цвета. Устойчив только при температурах ниже −4 °C. Без примесей NO2 и NO азотистый ангидрид (O=N—O—N=O) существует только в твёрдом виде.

## Получение
N2O3 образуется при охлаждении до −36 °С получающейся смеси оксидов азота(II) и (IV):
{\displaystyle {\mathsf {NO+NO_{2}\rightarrow N_{2}O_{3}}}}
При пропускании электрического разряда через жидкий воздух N2O3 можно получить в виде порошка голубого цвета:
{\displaystyle {\mathsf {2NO+O_{2}\rightarrow 2NO_{2}}}}
{\displaystyle {\mathsf {NO+NO_{2}\rightarrow N_{2}O_{3}}}}
Также N2O3 можно получить действием 50%-ой азотной кислоты на крахмал:
{\displaystyle {\mathsf {(C_{6}H_{10}O_{5})_{n}+12nHNO_{3}\rightarrow 6nNO\uparrow +~6nNO_{2}\uparrow +~6nCO_{2}\uparrow +~11nH_{2}O}}}
{\displaystyle {\mathsf {NO+NO_{2}\rightarrow N_{2}O_{3}}}}

## Химические свойства
Кислотный оксид. N2O3 подвержен термической диссоциации:
{\displaystyle {\mathsf {N_{2}O_{3}\rightarrow NO+NO_{2}}}}
При 25 °C содержание N2O3 в смеси газов составляет около 10,5 %. Жидкий оксид азота(III) синего цвета, он также частично диссоциирован.
Являясь азотистым ангидридом, при взаимодействии с водой N2O3 даёт азотистую кислоту:
{\displaystyle {\mathsf {N_{2}O_{3}+H_{2}O\rightarrow 2HNO_{2}}}}
При взаимодействии с растворами щелочей образуются соответствующие нитриты:
{\displaystyle {\mathsf {N_{2}O_{3}+2KOH\rightarrow 2KNO_{2}+H_{2}O}}}

## Применение
Применяется в лаборатории для получения азотистой кислоты и её солей.

## Физиологическое действие
Оксид азота(III) N2O3  в больших количествах высокотоксичен. Сильный окислитель. По действию на организм сравним с дымящей азотной кислотой, вызывает тяжёлые ожоги кожи.